# Łzy w deszczu
Łzy w deszczu – brytyjski film telewizyjny z roku 1988 w reżyserii Dona Sharpa.

## Opis fabuły
Casey Cantrell przybywa do Wielkiej Brytanii, aby wypełnić ostatnią wolę swojej matki – przekazać list dla lorda Richarda Bredona. Dziewczyna przybywa do Londynu, ale Lord Bredon zaprzecza, jakoby miał znać jej matkę. Casey poznaje jego syna Michaela i szybko zakochują się w sobie. Lord Bredon uświadamia sobie wzajemne stosunki syna z Casey i uważa, że chce ona szantażować jego rodzinę. Postanawia zbadać dokładniej jej przeszłość. Casey dowiaduje się, że w czasie wojny jej matka, myśląc że jej mąż poległ, nawiązała prawdopodobnie romans z Richardem. Na jaw wychodzi tajemnica rodzinna. 

## Obsada
- Sharon Stone jako Casey Cantrell
- Paul Daneman jako Lord Richard Bredon
- Christopher Cazenove jako Michael Bredon
- Maurice Denham jako Fordingbridge
- Leigh Lawson jako Hamdan al Dubai
- Colette Stevenson jako Jesse Cantrell
- Anna Massey jako Lady Emily
- Harry Burton jako młody Richard
- Rachael Dowling jako młoda Emily
- Janet Price jako Recepcjonistka
- Stephanie Cole jako Billie Cooper